# Ridžali
Ridžali su naseljeno mjesto u općini Zavidovići, Federacija Bosne i Hercegovine, BiH.
Nalazi se sjeverno od Zavidovića. 

## Stanovništvo

### 1991.
Nacionalni sastav stanovništva 1991. godine, bio je sljedeći:
ukupno: 394
- Muslimani - 219
- Hrvati - 77
- Srbi - 38
- Jugoslaveni - 42
- ostali, neopredijeljeni i nepoznato - 18

### 2013.
Nacionalni sastav stanovništva 2013. godine, bio je sljedeći:
ukupno: 249
- Bošnjaci - 207
- Hrvati - 20
- Srbi - 7
- ostali, neopredijeljeni i nepoznato - 15